# 986
Il 986 (CMLXXXVI in numeri romani) è un anno  del X secolo.
Il 986 è il novecentoottantaseiesimo anno dopo la nascita di Gesù.

## Eventi

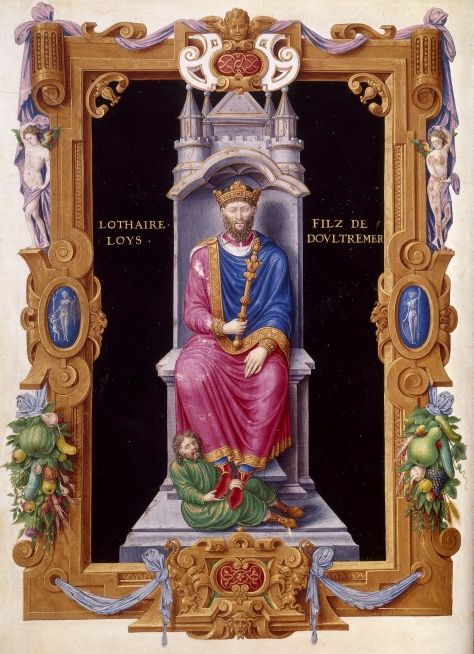
Lotario IV, re dei Franchi.

### Politica
A Compiègne, il 2 marzo muore il re dei franchi occidentali, Lotario. Il figlio Luigi gli subentra al trono e regna poco più di un anno. Durante il suo regno non realizza alcuna impresa degna di nota: per ciò fu soprannominato l'ignavo.
In Giappone, il 31 luglio Kazan abdica e il titolo di imperatore passa al nipote Ichijō, di sette anni, che sale al trono il 1º agosto. Fujiwara no Kaneie viene nominato sesshō e un figlio dell'imperatore Reizei è il nuovo principe ereditario.
In Danimarca, il 1º novembre (secondo altri nel 985), Sweyn conduce una congiura ai danni del padre, il re Aroldo, e lo uccide. Sale così al trono di Danimarca.
In Galles, Maredudd ab Owain attacca e uccide Cadwallon ab Ieuaf, re del Gwynedd, e annette l'altro regno al Deheubarth.
Nel regno del Champa, muore il re Indravarman IV. Gli succede Lu'u Ky-tong, che usurpa il trono.

### Guerre
Si conclude la guerra tra lo zar di Bulgaria Samuele e l'imperatore bizantino Basilio II, iniziata nel 980 con la prima incursione dello zar in Tessaglia. Durante quest'anno, i bulgari conquistano Larissa e vengono attaccati dall'esercito bizantino, che viene pesantemente sconfitto nella battaglia delle Porte di Traiano dopo essere stato decimato in un'imboscata. Al suo ritorno a Costantinopoli, il generale Bardas Sclero si proclama basileus, appoggiato dal califfo di Baghdad al-Ta'i', e si prepara a tornare a Bisanzio, minacciando una guerra civile.
Presso l'odierna Hjørungavåg ha luogo una battaglia navale tra le forze di Haakon Sigurdsson, re di Norvegia, e Sigvaldi Strut-Haraldsson, capo dei mercenari Jomvikings, che aveva tentato di invadere il regno.
A Roma, il patricius Romanorum Giovanni II Crescenzio caccia papa Giovanni XV.

### Arte
Risale a quest'anno il primo documento sull'oratorio di San Salvatore, costruito dal conte Cadolo a Fucecchio. Dal 1001 è stato eretto in abbazia.

### Esplorazioni
Bjarni Herjólfsson avvista le coste delle Americhe. L'esploratore norreno è ritenuto essere stato il primo europeo ad avvistare il Nordamerica. La Saga dei groenlandesi (Grœnlendinga saga) narra che, dopo aver scoperto che suo padre non stava più in Islanda, ma era emigrato in Groenlandia con Erik il Rosso, decise che avrebbe svernato da suo padre come ogni anno, e si mise nuovamente in mare per raggiungerlo, sebbene non avesse mai navigato nel mare di Groenlandia. Infatti quell'estate (siamo nel 985 o nel 986) venne mandato fuori rotta da improvvisi venti da nord e da svariati giorni di nebbia. Poiché nessuno degli uomini del suo equipaggio era mai stato in Groenlandia prima di allora, essi dovettero cercare la rotta giusta.
Quando infine tornò il sole, avvistò una terra che non poteva essere la Groenlandia, ma era collinosa e molto boscosa. Dopo 2 giorni di navigazione avvistarono una costa piatta, che anche in questo caso non poteva essere la Groenlandia, che sapeva avere imponenti ghiacciai. Dopo 3 giorni di vento da sud-ovest giunsero in vista di un'isola con ghiacciai, ma inadatta agli uomini. Dopo 4 giorni di vento forte avvistarono finalmente la Groenlandia, dove si fermò da suo padre, abbandonando i commerci e lavorando invece nella fattoria. Egli raccontò della sua scoperta sia in Norvegia che in Groenlandia, dove Leif figlio di Erik si mostrò estremamente interessato alle nuove terre.

## Nati
- Bezprym di Polonia, principe polacco († 1032)
- Lesceline de Turqueville, contessa francese († 1057)
- Pandolfo IV di Capua, principe longobardo

## Morti
- 2 gennaio - Ugo di Blois, arcivescovo francese
- 2 marzo - Lotario di Francia, sovrano francese (n. 941)
- 22 maggio - Bovo di Voghera, cavaliere medievale francese
- 25 maggio - Abd al-Rahmān al-Sūfi, astronomo persiano (n. 903)
- 2 giugno - Abdisho I bar Aqre, vescovo cristiano orientale siro
- Cadwallon ab Ieuaf, re
- Indravarman IV, re
- Lotario II di Walbeck, nobile tedesco
- Mstivoj, sovrano obodrita
- Elvira Ramírez, religiosa
- Styrbjörn Starke, principe norrena

## Calendario
| Calendario 986 | Calendario 986 | Calendario 986 | Calendario 986 | Calendario 986 | Calendario 986 | Calendario 986 | Calendario 986 | Calendario 986 | Calendario 986 | Calendario 986 | Calendario 986 | Calendario 986 | Calendario 986 | Calendario 986 | Calendario 986 | Calendario 986 | Calendario 986 | Calendario 986 | Calendario 986 | Calendario 986 | Calendario 986 | Calendario 986 | Calendario 986 | Calendario 986 | Calendario 986 | Calendario 986 | Calendario 986 | Calendario 986 | Calendario 986 | Calendario 986 | Calendario 986 | Calendario 986 |
| -------------- | -------------- | -------------- | -------------- | -------------- | -------------- | -------------- | -------------- | -------------- | -------------- | -------------- | -------------- | -------------- | -------------- | -------------- | -------------- | -------------- | -------------- | -------------- | -------------- | -------------- | -------------- | -------------- | -------------- | -------------- | -------------- | -------------- | -------------- | -------------- | -------------- | -------------- | -------------- | -------------- |
|                | 1              | 2              | 3              | 4              | 5              | 6              | 7              | 8              | 9              | 10             | 11             | 12             | 13             | 14             | 15             | 16             | 17             | 18             | 19             | 20             | 21             | 22             | 23             | 24             | 25             | 26             | 27             | 28             | 29             | 30             | 31             |                |
| Gennaio        | Ve             | Sa             | Do             | Lu             | Ma             | Me             | Gi             | Ve             | Sa             | Do             | Lu             | Ma             | Me             | Gi             | Ve             | Sa             | Do             | Lu             | Ma             | Me             | Gi             | Ve             | Sa             | Do             | Lu             | Ma             | Me             | Gi             | Ve             | Sa             | Do             |                |
| Febbraio       | Lu             | Ma             | Me             | Gi             | Ve             | Sa             | Do             | Lu             | Ma             | Me             | Gi             | Ve             | Sa             | Do             | Lu             | Ma             | Me             | Gi             | Ve             | Sa             | Do             | Lu             | Ma             | Me             | Gi             | Ve             | Sa             | Do             |                |                |                |                |
| Marzo          | Lu             | Ma             | Me             | Gi             | Ve             | Sa             | Do             | Lu             | Ma             | Me             | Gi             | Ve             | Sa             | Do             | Lu             | Ma             | Me             | Gi             | Ve             | Sa             | Do             | Lu             | Ma             | Me             | Gi             | Ve             | Sa             | Do             | Lu             | Ma             | Me             |                |
| Aprile         | Gi             | Ve             | Sa             | Do             | Lu             | Ma             | Me             | Gi             | Ve             | Sa             | Do             | Lu             | Ma             | Me             | Gi             | Ve             | Sa             | Do             | Lu             | Ma             | Me             | Gi             | Ve             | Sa             | Do             | Lu             | Ma             | Me             | Gi             | Ve             |                |                |
| Maggio         | Sa             | Do             | Lu             | Ma             | Me             | Gi             | Ve             | Sa             | Do             | Lu             | Ma             | Me             | Gi             | Ve             | Sa             | Do             | Lu             | Ma             | Me             | Gi             | Ve             | Sa             | Do             | Lu             | Ma             | Me             | Gi             | Ve             | Sa             | Do             | Lu             |                |
| Giugno         | Ma             | Me             | Gi             | Ve             | Sa             | Do             | Lu             | Ma             | Me             | Gi             | Ve             | Sa             | Do             | Lu             | Ma             | Me             | Gi             | Ve             | Sa             | Do             | Lu             | Ma             | Me             | Gi             | Ve             | Sa             | Do             | Lu             | Ma             | Me             |                |                |
| Luglio         | Gi             | Ve             | Sa             | Do             | Lu             | Ma             | Me             | Gi             | Ve             | Sa             | Do             | Lu             | Ma             | Me             | Gi             | Ve             | Sa             | Do             | Lu             | Ma             | Me             | Gi             | Ve             | Sa             | Do             | Lu             | Ma             | Me             | Gi             | Ve             | Sa             |                |
| Agosto         | Do             | Lu             | Ma             | Me             | Gi             | Ve             | Sa             | Do             | Lu             | Ma             | Me             | Gi             | Ve             | Sa             | Do             | Lu             | Ma             | Me             | Gi             | Ve             | Sa             | Do             | Lu             | Ma             | Me             | Gi             | Ve             | Sa             | Do             | Lu             | Ma             |                |
| Settembre      | Me             | Gi             | Ve             | Sa             | Do             | Lu             | Ma             | Me             | Gi             | Ve             | Sa             | Do             | Lu             | Ma             | Me             | Gi             | Ve             | Sa             | Do             | Lu             | Ma             | Me             | Gi             | Ve             | Sa             | Do             | Lu             | Ma             | Me             | Gi             |                |                |
| Ottobre        | Ve             | Sa             | Do             | Lu             | Ma             | Me             | Gi             | Ve             | Sa             | Do             | Lu             | Ma             | Me             | Gi             | Ve             | Sa             | Do             | Lu             | Ma             | Me             | Gi             | Ve             | Sa             | Do             | Lu             | Ma             | Me             | Gi             | Ve             | Sa             | Do             |                |
| Novembre       | Lu             | Ma             | Me             | Gi             | Ve             | Sa             | Do             | Lu             | Ma             | Me             | Gi             | Ve             | Sa             | Do             | Lu             | Ma             | Me             | Gi             | Ve             | Sa             | Do             | Lu             | Ma             | Me             | Gi             | Ve             | Sa             | Do             | Lu             | Ma             |                |                |
| Dicembre       | Me             | Gi             | Ve             | Sa             | Do             | Lu             | Ma             | Me             | Gi             | Ve             | Sa             | Do             | Lu             | Ma             | Me             | Gi             | Ve             | Sa             | Do             | Lu             | Ma             | Me             | Gi             | Ve             | Sa             | Do             | Lu             | Ma             | Me             | Gi             | Ve             |                |